# Linda Züblin
Linda Züblin (ur. 21 marca 1986) – szwajcarska lekkoatletka specjalizująca się w wielobojach.
W 2008 roku startowała w igrzyskach olimpijskich w Pekinie gdzie zajęła 30. lokatę w siedmioboju. Startowała w międzynarodowych imprezach juniorskich nie odnosząc jednak sukcesów. Medalistka mistrzostw Szwajcarii oraz była rekordzistka tego kraju w rzucie oszczepem – 53,01 (16 sierpnia 2009, Berlin).

## Osiągnięcia
| Rok  | Impreza                               | Lokalizacja | Pozycja     | Wynik     |
| ---- | ------------------------------------- | ----------- | ----------- | --------- |
| 2003 | Mistrzostwa świata juniorów młodszych | Sherbrooke  | 22. miejsce | 4169 pkt  |
| 2005 | Mistrzostwa Europy juniorów           | Kowno       | 9. miejsce  | 5226 pkt  |
| 2007 | Młodzieżowe mistrzostwa Europy        | Debreczyn   | 11. miejsce | 5878 pkt  |
| 2007 | Mistrzostwa świata                    | Osaka       | 20. miejsce | 5995 pkt  |
| 2008 | Igrzyska olimpijskie                  | Pekin       | 30. miejsce | 5743 pkt  |
| 2009 | I liga pucharu Europy w wielobojach   | Saragossa   | 6. miejsce  | 5758 pkt  |
| 2009 | Mistrzostwa świata                    | Berlin      | 16. miejsce | 5934 pkt  |
| 2010 | Mistrzostwa Europy                    | Barcelona   | 16. miejsce | 5912 pkt  |
| 2013 | Mistrzostwa świata                    | Moskwa      | 16. miejsce | 6057 pkt  |
| 2014 | Mistrzostwa Europy                    | Zurych      | –           | DNF       |
| 2015 | I liga pucharu Europy w wielobojach   | Inowrocław  | 2. miejsce  | 6047 pkt. |
| 2016 | Mistrzostwa Europy                    | Amsterdam   | 15. miejsce | 4960 pkt. |

## Rekordy życiowe
| Konkurencja        | Rezultat  | Data             | Miejsce    |
| ------------------ | --------- | ---------------- | ---------- |
| 200 m              | 24,46     | 16 czerwca 2007  | Frauenfeld |
| 800 m              | 2:15,85   | 31 maja 2009     | Götzis     |
| 100 m przez płotki | 13,51     | 12 sierpnia 2013 | Moskwa     |
| Skok wzwyż         | 1,69      | 16 czerwca 2007  | Frauenfeld |
| Skok w dal         | 6,24      | 4 września 2005  | Regensdorf |
| Pchnięcie kulą     | 13,38     | 29 maja 2010     | Götzis     |
| Rzut oszczepem     | 53,01     | 16 sierpnia 2009 | Berlin     |
| Siedmiobój         | 6057 pkt. | 13 sierpnia 2013 | Moskwa     |